# Bogowie rzek
Bogowie rzek (niekiedy zbiorowo jako Potamoi; gr.  Ποταμοι, łac. Potamoi) – w mitologii greckiej bóstwa rzek i strumieni, 3000 synów tytana Okeanosa i tytanidy Tetydy, ojcowie najad.
Istniały trzy zwyczajowe sposoby przedstawiania bogów rzek w sztuce greckiej: byk z ludzką głową, człowiek z głową byka i  rybim ogonem, leżący mężczyzna podtrzymujący na ramieniu amforę, z której leje się woda.

## Znani bogowie rzek
- Acheloos - bóg i uosobienie największej w Grecji rzeki w  Acheloos, jeden z najstarszych braci Potamoi[1].
- Alfejos - bóg rzeki o tej samej nazwie (obecnie Alfeios), czczony w Arkadii, Mesenii i Elidzie[2].
- Inachos - bóg i uosobienie rzeki Inachos w Argolidzie, najstarszy król Argos[3].
- Nejlos - bóg i personifikacja rzeki Nil[4].
- Penejos - bóg tesalskiej rzeki Pinios[5].
- Skamander - bóg i personifikacja rzeki Skamander, największej rzeki Troady, wypływającej z góry Idy. W mitologii greckiej rzeka opływająca Troję[6].